# Albanopolisz
Albanopolisz (ógörög Aλβανόπολις; latin Albanopolis; albán Albanopol / Albanopoli) ókori város Illíriában, az illírek közé tartozó albanok törzsének legfőbb települése. Ma részlegesen feltárt romváros Közép-Albániában, Kruja városától légvonalban 4 kilométerre délnyugatra, Halil falu keleti határában. A Genuszosz völgyétől északra elterülő hegyvidék legjelentősebb városias jellegű, de a hellenizálódás alacsony fokán álló illír települése volt. Fénykorát az i. e. 4–2. századok során élte, de a római hódítást követően fokozatosan jelentőségét veszítette, és az i. sz. 2–3. századra elnéptelenedett. A romvárosra Albanopoliszként való azonosítása előtt, de gyakran azóta is – a környező földrajzi kistáj elnevezése alapján – Zgërdhesh néven hivatkoznak a régészeti irodalomban.

## Fekvése
A romváros Albánia középső részén található, légvonalban Kruja városától 4 kilométerre délre, Tiranától 17 kilométerre észak-északnyugatra. Közúton a Kruját Fushë-Krujával összekötő SH38-as jelű főútról érhető el, Halil falunál déli irányba lehajtva (é. sz. 41° 28′ 49″, k. h. 19° 45′ 44″41.480278°N 19.762222°E), a település délkeleti határában lévő házcsoporttól (é. sz. 41° 28′ 32″, k. h. 19° 46′ 25″41.475556°N 19.773611°E) keletre található a romváros területe. Az enyhén emelkedő domboldal a Krujai-hegység egyik legnyugatibb nyúlványa, amelyet északról a Çinar, délről pedig a Lana völgye szegélyez.

## Története
Albanopoliszt Klaudiosz Ptolemaiosz említette először i. sz. 150 körül írt földrajzi munkájában, mint az albanok törzsének legfontosabb települését. Mára elfogadottá vált a Kruja melletti zgërdheshi romok Albanopoliszként való azonosítása, de az a körülmény némileg bizonytalanná teszi az azonosítást, hogy a régészeti eredmények tükrében Albanopolisz az i. sz. 2. századra már elveszítette jelentőségét. A klasszikafilológusok korábban Albanopoliszt a Polübiosz által Arbón néven említett, mindmáig beazonosítatlan adriai-tengeri szigettel azonosították.
A hellenisztikus Illíria városai és városias települései elsősorban a tengerparton, illetve a Genuszosz (ma Shkumbin) völgyétől délre alakultak ki. A partvidéktől távolabb, a Genuszosz és a Drilón (Drin) közén Albanopolisz volt az egyetlen számba vehető városias jellegű illír település. A régészeti eredmények szerint a későbbi akropolisz területét az i. e. 6–5. században népesítette be egy kisebb közösség, amely a település fallal való védelméről is gondoskodott. A feltárások i. e. 4–2. századi rétegeiben jelennek meg a település felvirágzásának jelei: az epidamnoszi és lisszoszi kerámia mellett az i. e. 4–3. században Apuliából behozott nagy tömegű edénytöredék megjelenése már szerény fejlődésre utal, amit az i. e. 3–2. században a település területének jelentős megnövekedése, városiasodása követett. Az ezekből a rétegekből előkerült éremkincs fejlett kereskedelmi kapcsolatokra utal a közeli Epidamnosszal, de makedón és epiróta érmék is előkerültek az ásatások során. Ebben az időszakban épült fel a tornyokkal tagolt nyugati városfal, és épült be az alsóváros, főként lakóházakkal. Középületeket (agorát, sztadiont, színházat stb.) nem tártak fel az albanopoliszi ásatások során, ami arra utal, hogy a város a hellenizáció alacsony fokán állt.
Az i. e. 2. századi harmadik római–illír háborút és a római hódítást követően Albanopolisz a Rodon-foktól kiinduló, az Ishëm völgyét követő regionális jelentőségű út végpontja volt. A közeli Dyrrhachium coloniává válása és a Via Egnatia megépülése után azonban a város elveszítette jelentőségét. A régészeti ásatások ebben a korszakban jelentős építéstörténeti szakaszokat nem tártak fel, egyes források szerint pedig a parthinokhoz köthető közeli településekhez (Dorëz, Persqop) hasonlóan Albanopolisz már az i. e. 1. század végére elnéptelenedett. A régészeti eredmények tükrében azonban ennél fokozatosabb hanyatlásról volt szó, amelynek során a lakosság valószínűleg a mai Kruja környékére települt át, a funkcióját vesztett Albanopoliszt pedig az i. sz. 3–4. században már csak temetkezési helyként, nekropoliszként hasznosították, illetve az akropolisz területén a 6. századig egy kisebb ókeresztény közösség élt. Az ókor végére a város teljesen elnéptelenedett.
A modern Zgërdhesh név első említése egy 1431-es török összeírásból ismert Ozgurtae alakban, amelynek 1641-ben feljegyzett olasz változata Sgurdessi volt. A romváros 1967 és 1969 közötti régészeti feltárása Selim Islami nevéhez fűződik, és ugyancsak ő volt az, aki Klaudiosz Ptolemaiosz leírása alapján javasolta a zgërdheshi romok Albanopoliszként való azonosítását.

## Régészeti leírása

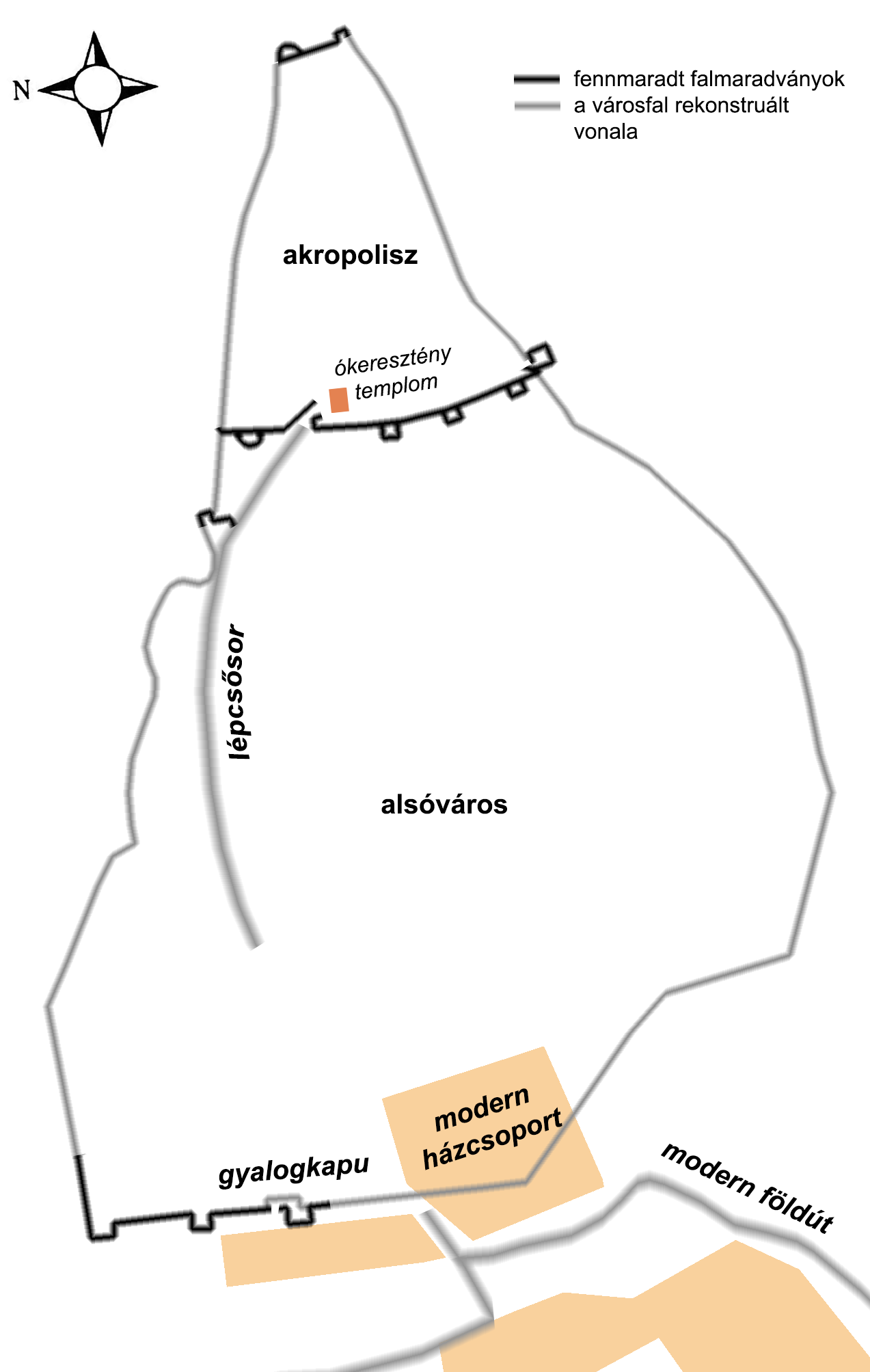
A zgërdheshi (albanopoliszi) romterület átnézeti térképe

A nyugati irányba emelkedő és fokozatosan elkeskenyedő domboldal háromszögében terülnek el az egykori város részlegesen feltárt romjai. A régészeti ásatások alapján a város 10 – egyes források szerint 8,2 – hektáron terülhetett el, azaz méreteiben elmaradt a jelentősebb illír településektől. A domboldal legmagasabb, keleti pontján álló akropoliszt – az építési technika és gajtani analógiák alapján – az i. e. 6–5. században épült kezdetleges, mészkőből felrótt fal védte keleti irányból, az alsóvárostól pedig egy szabályos kváderkövekből gondos illesztéssel az i. e. 4–3. századok között felépített fal választotta el, amelynek alapjai csaknem a fal teljes 200 méteres hosszában fennmaradtak. A rövidebb keleti és az alsóváros felőli nyugati falon egy-egy félkör alaprajzú torony biztosította az akropolisz védelmét, emellett a nyugati falat egy kapu és további négyszög alaprajzú tornyok tagolták. Az i. e. 3–2. században az alsóváros nyugati végén szabályos négyszöghasáb alakú rusztikákból építették fel a harmadik városfalat, amelyet négyszög alaprajzú tornyokkal tagoltak (ezekből három maradt fenn). Itt, a nyugati városfalon keresztül lehetett bejutni Albanopoliszba is, a falnak azonban csupán egy kb. 150 méteres szakasza maradt fenn. Nem látható a fő városkapu sem, alapjai vélhetően a közeli házak alatt rejtőznek; mára csupán egy kisebb, a falba vágott gyalogkapu élte túl az évezredeket. Ezzel egy időben átformálták a városképet is: a falakkal közrezárt alsóváros felszínét teraszosan képezték ki, hogy ezzel is megkönnyítsék az építkezést (a terasztámfalak némelyikének maradványai ma is láthatók), valamint ekkor vágták a homokkő alapkőzetbe az alsóvárost az akropolisszal összekötő lépcsősort is. A várost északról és délről szintén fal határolta, de ezek nem maradtak fenn; teljes hosszukat 1350 méterre teszik. Ezeken kívül feltárták Albanopolisz vízgyűjtő csatornáinak és ciszternáinak egy részét, valamint a terület lakóházaihoz köthető, a kőzetbe vágott néhány cölöplyukat és lépcsőt. Az ókor végén a helyszínen élt ókeresztény közösség kicsiny, egyhajós templomának alapjai az akropoliszban, az alsóvárosi kapu közelében találhatóak.